# He Hongmei
Dans ce nom, le nom de famille, He, précède le nom personnel.
Pour les articles homonymes, voir He.
He Hongmei (chinois : 何红梅), née le 12 juin 1983, est une judokate chinoise.

## Palmarès international en judo
| Jeux asiatiques     | Jeux asiatiques | Jeux asiatiques |
| Année               | Médaille        | Catégorie       |
| ------------------- | --------------- | --------------- |
| 2010                | bronze          | –52 kg          |
| Championnats d'Asie |                 |                 |
| Année               | Médaille        | Catégorie       |
| 2009                | or              | –52 kg          |
| 2012                | bronze          | –52 kg          |